# Xanthorhoe cinerata
Xanthorhoe cinerata är en fjärilsart som beskrevs av Geoffroy 1785. Xanthorhoe cinerata ingår i släktet Xanthorhoe och familjen mätare. Inga underarter finns listade i Catalogue of Life.